# Kounaïev
Kounaïev ou Konaïev (en kazakh : Қонаев, en russe : Конаев), appelée Kapchagaï (en kazakh : Қапшағай, en russe : Капчага́й) jusqu'en 2022, est une ville du Kazakhstan, capitale de l'oblys d'Almaty.

## Géographie
Située à 75 km au nord d'Almaty, la ville est baignée par la rivière Ili sur laquelle s'élève un barrage qui forme le lac de Kapchagaï.

## Histoire
La ville voit le jour à la suite de la construction du barrage sur l'Ili entre 1965 et 1970. Elle porte alors le nom de Kapchagaï.
En mars 2022, par décision du président Kassym-Jomart Tokaïev, elle prend le nom de Kounaïev en hommage à Dinmoukhammed Kounaïev (1912-1993), homme politique kazakh de l'époque soviétique. Le 8 juin suivant, elle devient capitale de l'oblys d'Almaty en remplacement de Taldykourgan devenue capitale de l'oblys de Jetyssou. 

## Démographie
Depuis 1979, la population a évolué comme suit:
| Année      | 1979   | 1989,  | 1999   | 2009   | 2012   | 2019   |
| ---------- | ------ | ------ | ------ | ------ | ------ | ------ |
| Population | 25 629 | 38 300 | 33 428 | 39 855 | 42 389 | 61 677 |

## Économie
De nombreux casinos ont été construits dans les années 2000 et continuent à y être érigés. La ville ambitionne de devenir le Las Vegas d'Asie centrale.

## Religions
- Orthodoxe
- Catholique : paroisse de l'Immaculée-Conception dépendant du diocèse d'Almaty[7].